# Qazaxlar (Füzuli)
Qazaxlar è un comune dell'Azerbaigian situato nel distretto di Füzuli. Conta una popolazione di 843 abitanti.